# Acer velutinum
Acer velutinum — вид клена з Азербайджану, Грузії та північного Ірану. Це високе листопадне дерево заввишки до 40 метрів.

## Опис
Acer velutinum — велике дерево, яке може вирости до 40 м заввишки, але частіше буває 25 м заввишки.

## Поширення
Ароеал: Азербайджан, Грузія, Іран. Основним середовищем існування є низовини, гірканський змішаний ліс, де його можна зустріти в асоціації з Acer cappadocicum, Parrotia persica та іншими видами. Вид віддає перевагу вологому, добре дренованому ґрунту.

## Використання
Acer velutinum використовується для виготовлення деревини та інших цілей. Дерево бажано використовувати як звукову основу інструментів. Порода також використовується як деревне вугілля та дрова.